# Закон Візера

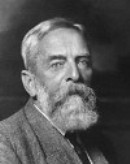
Фрідріх фон Візер, економіст Австрійської школи

Закон Візера (тж. «закон витрат Візера») — назва для взаємозв'язку між граничною корисністю та витратами виробництва, принцип ціни вибору (англ. opportunity cost). 
Відображує внесок економіста Австрійської школи Фрідріха фон Візера (1851–1926) у розроблений ним принцип, широко відомий як концепція альтернативної вартості.
Фрідріх Гаєк так описує виникнення «закону Візера»:
Теорію цінності навряд чи можна назвати повною і вона, звісно, ніколи не буде цілком переконливою, якщо не чітко пояснена роль, яку відіграють витрати виробинцтва (cost of production) у визначенні відносної цінності різних товарів. На початку свого викладу Менгер вказує, що бачить проблему, і обіцяє пізнішу відповідь. Але ця обіцянка так ніколи і не була виконана. Візерові залишалося розробити те, що пізніше стало відомим як принцип ціни вибору (opportunity cost) або «закон Візера», тобто принцип, згідно з яким цінність благ вищого порядку завжди і без винятків зумовлена цінністю благ нижчого порядку, для виробництва яких вони призначені. «Закон Візера», отже, показує взаємозв’язок між граничною корисністю і витратами виробництва.